# Кале (Дебреще)
Кале (на македонска литературна норма: Кале) е праисторическо, антично и средновековно укрепено селище над прилепското село Дебреще, Северна Македония. Регистрирани останки от селища от Късния неолит, Бронзовото, Желязното, Елинистическото, Римското, Късноантичното време до Късното средновековие в XII - XIII век.

## Местоположение
Крепостта е разположена на 1,5 km югоизточно от Дебреще, на северозападния ръб на Пелагония. Представлява висока могила в средата на мочурлива равнина. Покрай нея минава пътят от Прилеп за Брод, Кичево и Охрид и тук се изкачва до прохода Барбарас, северозападния вход на Пелагония. Името на крепостта е Кале, а срещащото се в източниците и картите Градище, според Иван Микулчич е неправилно.

## История

### Праистория
Праисторическите находки са от Късния неолит и са голям брой фрагменти, срещат се и антропоморфни фигури.

### Античност
Дългогодишни разкопки разкриват малки останки от елинистическо и римско време. Много богат е селищният пласт от III - II век преди Христа. Открояват се останки от сгради, чиито стени от вътрешната страна са с фини мазилки от кал, които са украсени с линеарни композитни орнаменти. До самата крепост има солидни постройки, а от плета има няколко овални постройки-къщи.
Югоизточно от източната порта на крепостта има некропол с гробове от елинистическо, елинистично-римско време и от IV век. От римско време има гробове и североизточно от тази порта.
В началото на IV век тук е построена солидна каменна крепост с хоросан, която има правоъгълна основа с размери 175 × 157 m. През VI век стената претърпява цялостна реконструкция, като отделните части са разположени по нови линии, а някои кули са разрушени. От западната и източната страна са построени нови порти с петоъгълни кули. Вътре до източната порта е разкопана малка църква с крипти и кръстилница от VI век, а до тях други сгради от различни векове. Функцията на крепостта е била да охранява пътя и главния вход на Пелагония от запад и северозапад.

### Средновековие
В края на VI век кастелът е разрушен при аваро-славянските нашествия, но е възстановен и използван отново. Пред югозападната стена (на участъка Млака) през VII и VIII век е оформен голям некропол с частично кремирани мъртви, според Микулчич може би кутригури. Според други мнения в централната част на обекта е създадено славянско селище. Разкопана е долната част на славянска къща, от кръга на културата Прага-Пенков. Представлява тип полуземна къща с правоъгълна основа и двуводен покрив, който лежи с долния си ръб върху земята. Източната и западната стена са били от плет, входът е разположен на западната стена, а в югоизточния ъгъл е имало масивна печка от ломен камък. В тях е имало ями за съхранение на зърно.
От ΧΙ век нататък в рамките на голямата крепост има малко селище – открити са жилищни останки, църква и около нея гробове, разкопани в северозападната част на кастела. Там е открито и малко депо със сребърни монети на Михаил VII, заровени в края на XI век. Находките в гробовете са от XI – XIV век. Това малко крайпътно селище е заемало само част от някогашната укрепена зона на римския кастел. Но изключителното местоположение му придаваше значение. В грамотата на Василий II от 1019 година е спомената енорията Деурети, като част от диоцеза на епископа на Пелагония. Според Иван Микулчич става дума за Калето при Дебреще. В 1343 година цар Стефан Душан в своя грамота споменава въ Дьбрѣшти. Турският тефтер от 1467/1468 година отбелязва село Дебреще със 116 къщи.